# Le Faulq
Le Faulq – miejscowość i gmina we Francji, w regionie Normandia, w departamencie Calvados.
Według danych na rok 1990 gminę zamieszkiwało 201 osób, a gęstość zaludnienia wynosiła 45 osób/km² (wśród 1815 gmin Dolnej Normandii Le Faulq plasuje się na 685. miejscu pod względem liczby ludności, natomiast pod względem powierzchni na miejscu 924.).